# 雪に願いを/Red Nose Reindeer
「雪に願いを/Red Nose Reindeer」（ゆきにねがいを/レッド・ノウズ・レインディール）は、1993年11月28日に発売された槇原敬之の10枚目のシングル。発売元はWEA MUSIC（後にワーナーミュージック・ジャパンに併合）。

## 解説
槇原2枚目となる両A面。｢雪に願いを｣はアルバム「SELF PORTRAIT」からシングルカット。

### 雪に願いを
TBS系'93冬キャンペーンソング。上甲宣之の小説『コスプレ幽霊 紅蓮女』に登場する。

### Red Nose Reindeer
オリジナル・アルバム未収録。1997年のベスト・アルバム『SMILING2 〜THE BEST OF NORIYUKI MAKIHARA〜』にて初収録。2012年の『秋うた、冬うた。〜もう恋なんてしない』にも収録。

## 収録曲
全作詞・作曲：槇原敬之
1. 雪に願いを
2. Red Nose Reindeer
3. 雪に願いを（カラオケ）
4. Red Nose Reindeer（カラオケ）

## カバー
雪に願いを
- 2007年、ゲーム『THE IDOLM@STER』のクリスマスアルバム『THE IDOLM@STER Christmas for you!』にて天海春香（声：中村繪里子）がカバー。

Red Nose Reindeer
- TOTOで活躍した、ボビー・キンボール（Bobby Kimball）が英語でカバーした。